# Cohasset (Minnesota)
Cohasset – miasto w Stanach Zjednoczonych, w stanie Minnesota, w hrabstwie Itasca.